# Lumban Lobu
Lumban Lobu is een bestuurslaag in het regentschap Toba Samosir van de provincie Noord-Sumatra, Indonesië. Lumban Lobu telt 1278 inwoners (volkstelling 2010).